# Farnost Evangelické církve metodistické v Brně
Farnost Evangelické církve metodistické v Brně je územní společenství metodistických evangelíků v Brně a okolí. 

## Historie a současnost
Farnost byla založena roku 1991 členy církve, kteří se přestěhovali z Mikulova a Znojma. Politické poměry v těchto letech umožnily vytvoření nové farnosti. Byly do ní byly zařazen také sbory Blansku a Znojmo, které se později staly součástí jihlavské farnosti. Na začátku působení farnosti se sbor scházel v pronajatých prostorách města Brna, dnes se schází v Duchovním středisku Archa v Brně-Bystrci. Farnost nevlastní dům ani jiné prostory.
V současné době je farnost administrována kazatelem mikulovské farnosti. Bohoslužby jsou každou neděli v 9:30.